# Thomas Sakmar
Thomas P. Sakmar (* 1956) je americký vědec-lékař a bývalý úřadující prezident Rockefellerovy univerzity. Než se stal úřadujícím prezidentem, byl proděkanem pro postgraduální studium v programu MD - PhD. Získal titul A.B. v oboru chemie z Chicagské univerzity a v roce 1982 na Pritzker School of Medicine získal doktorát z medicíny. Absolvoval praxi z interní medicíny na Massachusettské všeobecné nemocnici a postgraduální trénink pod vedením Hara Gobinda Khorana na Massachusettském technologickém institutu. V roce 1990 založil laboratoř molekulární biologie a biochemie na Rockefellerově univerzitě.
S téměř 200 recenzovanými vědeckými články je známý především díky své práci o spektrálním ladění ve fotoreceptorech a vývoji metod objevování léků zaměřených na receptory spřažené s G proteinem. Byl členem Ellison Medical Foundation, výzkumníkem Lékařského ústavu Howarda Hughese, hostujícím profesorem Marie Krogh v Novo Nordisk Foundation Centre pro základní metabolický výzkum na Kodaňské univerzitě, jakož i hostujícím profesorem na Karolinském institutu ve Stockholmu.
V roce 2020 mu byl udělen čestný doktorát (honoris causa) z Karolinského institutu.